# Ignacio Ramonet Míguez
Ignacio Ramonet Míguez (Redondela, 5 de maig de 1943) és un pensador i periodista gallec establert a França.

## Biografia
Ramonet va viure la seva infància a Tànger, i de jove va estudiar enginyeria a Bordeus, Rabat i París, on va doctorar-se en semiologia. També va ser nomenat Doctor Honoris Causa per la Universitat de Santiago de Compostel·la.
És autor de diversos llibres sobre geopolítica i de crítica cap als mitjans de comunicació de masses, així com de multitud d'articles d'opinió i anàlisi política, i una de les figures intel·lectuals destacades del moviment antiglobalització o altermundialista. Ha estat guardonat amb diversos premis de periodisme estatals i internacionals per la seva tasca professional.
Va dirigir fins a mitjans des de 1990 l'any 2008 la publicació francesa Le Monde Diplomatique, des de les pàgines de la qual va impulsar la creació del moviment ciutadà ATTAC (moviment internacional de ciutadans pel control democràtic dels mercats i les seves institucions), de la qual és cofundador, així com del Media Watch Global (Observatori Internacional dels Mitjans de comunicació). Dirigeix Le Monde Diplomatique en castellà.
També ha estat un dels principals impulsors del Fòrum Social Mundial, primer a Porto Alegre i, posteriorment en altres ciutats del món. Se li atribueix la creació de la famosa consigna Un autre monde est possible ("Un altre món és possible", en francés).
Va ser el creador del terme «pensament únic» per denunciar la doctrina que sosté la primacia de l'economia i la ideologia neoliberal sobre la resta de dominis socials. El novembre de 2014 va signar el manifest «Deixin votar els catalans», juntament amb altres personalitats internacionals.

## Obres destacades
- Cómo nos venden la moto. Información, poder y concentración de medios (amb Noam Chomsky, 1995)
- El Pensamiento Único (amb Fabio Giovannini i Giovanna Ricoveri, 1996)
- Un mundo sin rumbo (1997)
- La tiranía de la comunicación (1998)
- Marcos, la dignidad rebelde (2001)
- Guerras del siglo XXI (2002)
- Irak, historia de un desastre (2004)
- Abecedario (subjetivo) de la globalización (amb Ramón Chao, 2004)
- Fidel Castro: biografía a dos voces (2005)
- París rebelde. Guía política y turística de una ciudad (amb Ramón Chao, 2008)
- Medios, poder y contrapoder. De la concentración monopólica a la democratización de la información (amb Denis de Moraes i Pascual Serrano, 2013)
- Mi primera vida (2013), llibre d'entrevistes a Hugo Chávez.[3]